# Eddie Murphy (łyżwiarz)
Edward Lon „Eddie” Murphy (ur. 1 lutego 1905 w La Crosse, zm. 20 września 1973 w Bellwood) – amerykański łyżwiarz szybki, srebrny medalista olimpijski.

## Kariera
Największy sukces w karierze Eddie Murphy osiągnął w 1932 roku, kiedy zdobył srebrny medal w biegu na 5000 m podczas igrzysk olimpijskich w Lake Placid. W zawodach tych wyprzedził go jedynie jego rodak Irving Jaffee, a trzecie miejsce zajął Kanadyjczyk William Logan. Na rozgrywanych cztery lata wcześniej igrzyskach w Sankt Moritz był piąty w biegu na 1500 m, dziesiąty na 500 m oraz czternasty na dystansie 5000 m. W 1932 roku wystartował także na wielobojowych mistrzostwach świata w Lake Placid, kończąc rywalizację na szesnastej pozycji. Był to jego jedyny start na imprezie tego cyklu.